# Федерико Убальдо (герцог Урбино)
Федерико Убальдо делла Ровере (итал. Federico Ubaldo Della Rovere; 16 мая 1605, Пезаро — 28 июня 1623, Урбино) — последний мужской представитель герцогского рода Делла Ровере, герцог Урбино в 1621—1623 годах.

## Биография
Федерико Убальдо делла Ровере был поздним и единственным сыном Франческо Мария II делла Ровере, последнего герцога Урбино, и его второй супруги, Ливии. 14 мая 1621 года 72-летний герцог Франческо Мария II передаёт управление над герцогством Урбино и герцогский титул Федерико Убальдо, однако всего двумя годами позже молодой правитель неожиданно умер в Урбино. Согласно медицинскому заключению, причиной смерти стал эпилептический припадок, однако неофициально неоднократно сообщали о его отравлении. После такой смерти своего единственного наследника по мужской линии герцог Франческо Мария II делла Ровере в 1625 году отдал герцогство Урбино под управление папе и последние годы провёл в уединении в Урбино, где в 1631 году и скончался. В том же году, после его смерти, герцогство Урбино окончательно стало частью Папской области.
В возрасте 16-ти лет, в 1621 году Федерико Убальдо женился на Клаудии Медичи, и в 1622 у них родилась дочь Виттория, в 1634 году обручённая с великим герцогом Тосканским Фердинандо II.